# Sleeswijk (geslacht)
Sleeswijk (ook: Wegener Sleeswijk) is een uit Harlingen afkomstig geslacht dat schippers, reders en zeilmakers voortbracht en in de 19e en 20e eeuw juristen en hoogleraren.

## Geschiedenis
De bewezen stamreeks begint met Frederick Samuels (†1680) die scheepsreder en prediker te Harlingen was. Nakomelingen werden schipper, zeilmaker en/of reder. Afstammelingen in de 19e en 20e eeuw publiceerden over maritieme geschiedenis en zeilschepen en werden jurist of hoogleraar.
Het geslacht werd in 1968 opgenomen in het genealogische naslagwerk Nederland's Patriciaat.

## Enkele telgen
Frederick Sleeswijck, chirurgijn te Knijpe
- Homme Sleeswijk, zilversmid te Sneek
  - Sara Sleeswijk (1736-1815); trouwde in 1771 met Eyse Yges (†1794), kofschipper
  - Pyter Sleeswijk (1739-?), schipper op de Oostzeevaart
  - Frederik Sleeswijk (1745-1826), zeilmaker
    - Anke Sleeswijk (1790-1827); trouwde in 1813 met Siemen Wiegers Visser (1793-1862), koopman, zeilmaker en leerlooier
      - Frederik Sleeswijk Visser (1821-1903); trouwde in 1845 met Cornelia Sleeswijk (1824-1891), stamouders van de tak Sleeswijk Visser
- Sicke Sleeswijk († voor 10 november 1778), koopman en zeilmaker, en reder op de Oostzeevaart
  - Cornelis Sleeswijk (1739-1809), koopman en zeilmaker, grootschipper en reder op de Oostzeevaart
    - Cornelia Sleeswijk (1763-1812); trouwde in 1797 met Frederik Otto Wegener (1764-1822), chirurgijn
      - Fettje Wegener (1801-1862); trouwde in 1823 met Cornelis Sleeswijk (1795-1857)

    - Rienk Sleeswijk (1764-1823), koopman, zeilmaker en waterschapsontvonger te Lemmer, lid grietenijraad van Lemsterland
      - Sjoerd Sleeswijk (1792-1816), zeilmaker
      - Cornelis Sleeswijk (1795-1857), koopman, zeilmaker, touwslager, houtkoper en landeigenaar, grietenij- en waterschapsontvanger, voorzitter van de Veenpolder van Echten; trouwde in 1823 met zijn volle nicht Fettje Wegener (1801-1862), dochter van Frederik Otto Wegener (1764-1822) en Cornelia Sleeswijk (1763-1812)
        - Cornelia Sleeswijk (1824-1891); trouwde in 1845 met Frederik Sleeswijk Visser (1821-1903), leerlooier, wethouder van Lemsterland, lid Provinciale Staten van Friesland, zoon van Siemen Wiegers Visser (1793-1862) en Anke Sleeswijk (1790-1827), verkreeg bij Koninklijk Besluit in 1867 naamswijziging tot Sleeswijk Visser, stamouders van de tak Sleeswijk Visser
        - Rienk Sleeswijk (1828-1898), zeilmaker en touwslager, gemeente-ontvanger van Lemmer
          - Mr. Tjardus Sleeswijk (1870-1916), jurist en rechter

        - Sjoerd Sleeswijk (1835-1907), burgemeester van Weststellingwerf, lid Provinciale Staten van Friesland
        - Frederik Wilhelm Wegener Sleeswijk (1838-1913), houthandelaar, verkreeg bij Koninklijk Besluit in 1869 naamswijziging tot Wegener Sleeswijk, stamvader van de tak Wegener Sleeswijk 
          - André Wegener Sleeswijk (1874-1918), houthandelaar en fabrikant
            - Fredrik Wilhelm Wegener Sleeswijk (1904-1974), Deliplanter
              - Prof. dr. ir. André Wegener Sleeswijk (1927-2018), hoogleraar technische natuurkunde
              - Mr. Rienk Sicko Wegener Sleeswijk (1941-2019), jurist, rechter en maritiem historicus

            - Prof. ir. Cornelis Wegener Sleeswijk (1909-1991), architect en hoogleraar

        - Mr. Sikke Sleeswijk (1841-1908), jurist en rechter
          - Mr. Cornelis Sleeswijk (1871-1960), jurist; trouwde met Theodora van Bosse (1874-1953), schilder en etser

  - Frederik Sleeswijk (1742-?), zeilmaker
  - Antje Sleeswijk (1748-1829); trouwde in 1777 met Herman ten Cate (1746-1838), lid Nationale Vergadering
  - Sara Sleeswijk (1756-1823); trouwde in 1780 met Johannes van de Moer (1753-1813), maire van Sloten

Geslachten die opgenomen zijn in het sinds 1910 verschijnende genealogische naslagwerk Nederland's Patriciaat. Lijst volgens opgave van het CBG Centrum voor familiegeschiedenis.
A · B · C · D · E · F · G · H · I · J · K · L · M · N · O · P · Q · R · S · T · U · V · W · Y · Z